# Fredrik Nordström
Fredrik Nordström (né le 5 janvier 1967) est un producteur suédois, mieux connu comme guitariste au sein de Dream Evil.

## Biographie
Fasciné par la technologie depuis son plus jeune âge, Björn Tom Fredrik Nordström ouvre un petit studio d'enregistrement à Göteborg, principalement pour enregistrer sa propre musique. Ce studio est devenu le Studio Fredman, l'un des principaux studios d'enregistrement suédois, où il travaille avec son employé Henrik Udd. En 1999, Nordström forme le groupe de heavy metal Dream Evil pour jouer sa propre musique. En 2024, Dream Evil a sorti six albums, un DVD/CD live et deux EP.
Fredrik Nordström est l'un des principaux de death metal mélodique et de power metal en Suède. Il a travaillé avec certains des groupes les plus notoires du genre, notamment At the Gates, Arch Enemy, Nightrage, Dark Tranquillity, In Flames, Soilwork, Opeth, et Powerwolf, ainsi que des groupes notables comme Shadowside, et Outrage (Japon).